# 1356
Portal Geschichte | Portal Biografien | Aktuelle Ereignisse | Jahreskalender | Tagesartikel

◄ |
13. Jahrhundert |
14. Jahrhundert
| 15. Jahrhundert | ►

◄ |
1320er |
1330er |
1340er |
1350er
| 1360er | 1370er | 1380er | ►

◄◄ |
◄ |
1352 |
1353 |
1354 |
1355 |
1356
| 1357 | 1358 | 1359 | 1360 | ► | ►►
Staatsoberhäupter  · Nekrolog
| Januar | Januar | Januar | Januar | Januar | Januar | Januar | Januar |
| Kw     | Mo     | Di     | Mi     | Do     | Fr     | Sa     | So     |
| ------ | ------ | ------ | ------ | ------ | ------ | ------ | ------ |
| 53     |        |        |        |        | 1      | 2      | 3      |
| 1      | 4      | 5      | 6      | 7      | 8      | 9      | 10     |
| 2      | 11     | 12     | 13     | 14     | 15     | 16     | 17     |
| 3      | 18     | 19     | 20     | 21     | 22     | 23     | 24     |
| 4      | 25     | 26     | 27     | 28     | 29     | 30     | 31     |

| Februar | Februar | Februar | Februar | Februar | Februar | Februar | Februar |
| Kw      | Mo      | Di      | Mi      | Do      | Fr      | Sa      | So      |
| ------- | ------- | ------- | ------- | ------- | ------- | ------- | ------- |
| 5       | 1       | 2       | 3       | 4       | 5       | 6       | 7       |
| 6       | 8       | 9       | 10      | 11      | 12      | 13      | 14      |
| 7       | 15      | 16      | 17      | 18      | 19      | 20      | 21      |
| 8       | 22      | 23      | 24      | 25      | 26      | 27      | 28      |
| 9       | 29      |         |         |         |         |         |         |

| März | März | März | März | März | März | März | März |
| Kw   | Mo   | Di   | Mi   | Do   | Fr   | Sa   | So   |
| ---- | ---- | ---- | ---- | ---- | ---- | ---- | ---- |
| 9    |      | 1    | 2    | 3    | 4    | 5    | 6    |
| 10   | 7    | 8    | 9    | 10   | 11   | 12   | 13   |
| 11   | 14   | 15   | 16   | 17   | 18   | 19   | 20   |
| 12   | 21   | 22   | 23   | 24   | 25   | 26   | 27   |
| 13   | 28   | 29   | 30   | 31   |      |      |      |

| April | April | April | April | April | April | April | April |
| Kw    | Mo    | Di    | Mi    | Do    | Fr    | Sa    | So    |
| ----- | ----- | ----- | ----- | ----- | ----- | ----- | ----- |
| 13    |       |       |       |       | 1     | 2     | 3     |
| 14    | 4     | 5     | 6     | 7     | 8     | 9     | 10    |
| 15    | 11    | 12    | 13    | 14    | 15    | 16    | 17    |
| 16    | 18    | 19    | 20    | 21    | 22    | 23    | 24    |
| 17    | 25    | 26    | 27    | 28    | 29    | 30    |       |

| Mai | Mai | Mai | Mai | Mai | Mai | Mai | Mai |
| Kw  | Mo  | Di  | Mi  | Do  | Fr  | Sa  | So  |
| --- | --- | --- | --- | --- | --- | --- | --- |
| 17  |     |     |     |     |     |     | 1   |
| 18  | 2   | 3   | 4   | 5   | 6   | 7   | 8   |
| 19  | 9   | 10  | 11  | 12  | 13  | 14  | 15  |
| 20  | 16  | 17  | 18  | 19  | 20  | 21  | 22  |
| 21  | 23  | 24  | 25  | 26  | 27  | 28  | 29  |
| 22  | 30  | 31  |     |     |     |     |     |

| Juni | Juni | Juni | Juni | Juni | Juni | Juni | Juni |
| Kw   | Mo   | Di   | Mi   | Do   | Fr   | Sa   | So   |
| ---- | ---- | ---- | ---- | ---- | ---- | ---- | ---- |
| 22   |      |      | 1    | 2    | 3    | 4    | 5    |
| 23   | 6    | 7    | 8    | 9    | 10   | 11   | 12   |
| 24   | 13   | 14   | 15   | 16   | 17   | 18   | 19   |
| 25   | 20   | 21   | 22   | 23   | 24   | 25   | 26   |
| 26   | 27   | 28   | 29   | 30   |      |      |      |

| Juli | Juli | Juli | Juli | Juli | Juli | Juli | Juli |
| Kw   | Mo   | Di   | Mi   | Do   | Fr   | Sa   | So   |
| ---- | ---- | ---- | ---- | ---- | ---- | ---- | ---- |
| 26   |      |      |      |      | 1    | 2    | 3    |
| 27   | 4    | 5    | 6    | 7    | 8    | 9    | 10   |
| 28   | 11   | 12   | 13   | 14   | 15   | 16   | 17   |
| 29   | 18   | 19   | 20   | 21   | 22   | 23   | 24   |
| 30   | 25   | 26   | 27   | 28   | 29   | 30   | 31   |

| August | August | August | August | August | August | August | August |
| Kw     | Mo     | Di     | Mi     | Do     | Fr     | Sa     | So     |
| ------ | ------ | ------ | ------ | ------ | ------ | ------ | ------ |
| 31     | 1      | 2      | 3      | 4      | 5      | 6      | 7      |
| 32     | 8      | 9      | 10     | 11     | 12     | 13     | 14     |
| 33     | 15     | 16     | 17     | 18     | 19     | 20     | 21     |
| 34     | 22     | 23     | 24     | 25     | 26     | 27     | 28     |
| 35     | 29     | 30     | 31     |        |        |        |        |

| September | September | September | September | September | September | September | September |
| Kw        | Mo        | Di        | Mi        | Do        | Fr        | Sa        | So        |
| --------- | --------- | --------- | --------- | --------- | --------- | --------- | --------- |
| 35        |           |           |           | 1         | 2         | 3         | 4         |
| 36        | 5         | 6         | 7         | 8         | 9         | 10        | 11        |
| 37        | 12        | 13        | 14        | 15        | 16        | 17        | 18        |
| 38        | 19        | 20        | 21        | 22        | 23        | 24        | 25        |
| 39        | 26        | 27        | 28        | 29        | 30        |           |           |

| Oktober | Oktober | Oktober | Oktober | Oktober | Oktober | Oktober | Oktober |
| Kw      | Mo      | Di      | Mi      | Do      | Fr      | Sa      | So      |
| ------- | ------- | ------- | ------- | ------- | ------- | ------- | ------- |
| 39      |         |         |         |         |         | 1       | 2       |
| 40      | 3       | 4       | 5       | 6       | 7       | 8       | 9       |
| 41      | 10      | 11      | 12      | 13      | 14      | 15      | 16      |
| 42      | 17      | 18      | 19      | 20      | 21      | 22      | 23      |
| 43      | 24      | 25      | 26      | 27      | 28      | 29      | 30      |
| 44      | 31      |         |         |         |         |         |         |

| November | November | November | November | November | November | November | November |
| Kw       | Mo       | Di       | Mi       | Do       | Fr       | Sa       | So       |
| -------- | -------- | -------- | -------- | -------- | -------- | -------- | -------- |
| 44       |          | 1        | 2        | 3        | 4        | 5        | 6        |
| 45       | 7        | 8        | 9        | 10       | 11       | 12       | 13       |
| 46       | 14       | 15       | 16       | 17       | 18       | 19       | 20       |
| 47       | 21       | 22       | 23       | 24       | 25       | 26       | 27       |
| 48       | 28       | 29       | 30       |          |          |          |          |

| Dezember | Dezember | Dezember | Dezember | Dezember | Dezember | Dezember | Dezember |
| Kw       | Mo       | Di       | Mi       | Do       | Fr       | Sa       | So       |
| -------- | -------- | -------- | -------- | -------- | -------- | -------- | -------- |
| 48       |          |          |          | 1        | 2        | 3        | 4        |
| 49       | 5        | 6        | 7        | 8        | 9        | 10       | 11       |
| 50       | 12       | 13       | 14       | 15       | 16       | 17       | 18       |
| 51       | 19       | 20       | 21       | 22       | 23       | 24       | 25       |
| 52       | 26       | 27       | 28       | 29       | 30       | 31       |          |

| Januar | Januar | Januar | Januar | Januar | Januar | Januar | Januar |
| Kw     | Mo     | Di     | Mi     | Do     | Fr     | Sa     | So     |
| ------ | ------ | ------ | ------ | ------ | ------ | ------ | ------ |
| 53     |        |        |        |        | 1      | 2      | 3      |
| 1      | 4      | 5      | 6      | 7      | 8      | 9      | 10     |
| 2      | 11     | 12     | 13     | 14     | 15     | 16     | 17     |
| 3      | 18     | 19     | 20     | 21     | 22     | 23     | 24     |
| 4      | 25     | 26     | 27     | 28     | 29     | 30     | 31     |

| Februar | Februar | Februar | Februar | Februar | Februar | Februar | Februar |
| Kw      | Mo      | Di      | Mi      | Do      | Fr      | Sa      | So      |
| ------- | ------- | ------- | ------- | ------- | ------- | ------- | ------- |
| 5       | 1       | 2       | 3       | 4       | 5       | 6       | 7       |
| 6       | 8       | 9       | 10      | 11      | 12      | 13      | 14      |
| 7       | 15      | 16      | 17      | 18      | 19      | 20      | 21      |
| 8       | 22      | 23      | 24      | 25      | 26      | 27      | 28      |
| 9       | 29      |         |         |         |         |         |         |

| März | März | März | März | März | März | März | März |
| Kw   | Mo   | Di   | Mi   | Do   | Fr   | Sa   | So   |
| ---- | ---- | ---- | ---- | ---- | ---- | ---- | ---- |
| 9    |      | 1    | 2    | 3    | 4    | 5    | 6    |
| 10   | 7    | 8    | 9    | 10   | 11   | 12   | 13   |
| 11   | 14   | 15   | 16   | 17   | 18   | 19   | 20   |
| 12   | 21   | 22   | 23   | 24   | 25   | 26   | 27   |
| 13   | 28   | 29   | 30   | 31   |      |      |      |

| April | April | April | April | April | April | April | April |
| Kw    | Mo    | Di    | Mi    | Do    | Fr    | Sa    | So    |
| ----- | ----- | ----- | ----- | ----- | ----- | ----- | ----- |
| 13    |       |       |       |       | 1     | 2     | 3     |
| 14    | 4     | 5     | 6     | 7     | 8     | 9     | 10    |
| 15    | 11    | 12    | 13    | 14    | 15    | 16    | 17    |
| 16    | 18    | 19    | 20    | 21    | 22    | 23    | 24    |
| 17    | 25    | 26    | 27    | 28    | 29    | 30    |       |

| Mai | Mai | Mai | Mai | Mai | Mai | Mai | Mai |
| Kw  | Mo  | Di  | Mi  | Do  | Fr  | Sa  | So  |
| --- | --- | --- | --- | --- | --- | --- | --- |
| 17  |     |     |     |     |     |     | 1   |
| 18  | 2   | 3   | 4   | 5   | 6   | 7   | 8   |
| 19  | 9   | 10  | 11  | 12  | 13  | 14  | 15  |
| 20  | 16  | 17  | 18  | 19  | 20  | 21  | 22  |
| 21  | 23  | 24  | 25  | 26  | 27  | 28  | 29  |
| 22  | 30  | 31  |     |     |     |     |     |

| Juni | Juni | Juni | Juni | Juni | Juni | Juni | Juni |
| Kw   | Mo   | Di   | Mi   | Do   | Fr   | Sa   | So   |
| ---- | ---- | ---- | ---- | ---- | ---- | ---- | ---- |
| 22   |      |      | 1    | 2    | 3    | 4    | 5    |
| 23   | 6    | 7    | 8    | 9    | 10   | 11   | 12   |
| 24   | 13   | 14   | 15   | 16   | 17   | 18   | 19   |
| 25   | 20   | 21   | 22   | 23   | 24   | 25   | 26   |
| 26   | 27   | 28   | 29   | 30   |      |      |      |

| Juli | Juli | Juli | Juli | Juli | Juli | Juli | Juli |
| Kw   | Mo   | Di   | Mi   | Do   | Fr   | Sa   | So   |
| ---- | ---- | ---- | ---- | ---- | ---- | ---- | ---- |
| 26   |      |      |      |      | 1    | 2    | 3    |
| 27   | 4    | 5    | 6    | 7    | 8    | 9    | 10   |
| 28   | 11   | 12   | 13   | 14   | 15   | 16   | 17   |
| 29   | 18   | 19   | 20   | 21   | 22   | 23   | 24   |
| 30   | 25   | 26   | 27   | 28   | 29   | 30   | 31   |

| August | August | August | August | August | August | August | August |
| Kw     | Mo     | Di     | Mi     | Do     | Fr     | Sa     | So     |
| ------ | ------ | ------ | ------ | ------ | ------ | ------ | ------ |
| 31     | 1      | 2      | 3      | 4      | 5      | 6      | 7      |
| 32     | 8      | 9      | 10     | 11     | 12     | 13     | 14     |
| 33     | 15     | 16     | 17     | 18     | 19     | 20     | 21     |
| 34     | 22     | 23     | 24     | 25     | 26     | 27     | 28     |
| 35     | 29     | 30     | 31     |        |        |        |        |

| September | September | September | September | September | September | September | September |
| Kw        | Mo        | Di        | Mi        | Do        | Fr        | Sa        | So        |
| --------- | --------- | --------- | --------- | --------- | --------- | --------- | --------- |
| 35        |           |           |           | 1         | 2         | 3         | 4         |
| 36        | 5         | 6         | 7         | 8         | 9         | 10        | 11        |
| 37        | 12        | 13        | 14        | 15        | 16        | 17        | 18        |
| 38        | 19        | 20        | 21        | 22        | 23        | 24        | 25        |
| 39        | 26        | 27        | 28        | 29        | 30        |           |           |

| Oktober | Oktober | Oktober | Oktober | Oktober | Oktober | Oktober | Oktober |
| Kw      | Mo      | Di      | Mi      | Do      | Fr      | Sa      | So      |
| ------- | ------- | ------- | ------- | ------- | ------- | ------- | ------- |
| 39      |         |         |         |         |         | 1       | 2       |
| 40      | 3       | 4       | 5       | 6       | 7       | 8       | 9       |
| 41      | 10      | 11      | 12      | 13      | 14      | 15      | 16      |
| 42      | 17      | 18      | 19      | 20      | 21      | 22      | 23      |
| 43      | 24      | 25      | 26      | 27      | 28      | 29      | 30      |
| 44      | 31      |         |         |         |         |         |         |

| November | November | November | November | November | November | November | November |
| Kw       | Mo       | Di       | Mi       | Do       | Fr       | Sa       | So       |
| -------- | -------- | -------- | -------- | -------- | -------- | -------- | -------- |
| 44       |          | 1        | 2        | 3        | 4        | 5        | 6        |
| 45       | 7        | 8        | 9        | 10       | 11       | 12       | 13       |
| 46       | 14       | 15       | 16       | 17       | 18       | 19       | 20       |
| 47       | 21       | 22       | 23       | 24       | 25       | 26       | 27       |
| 48       | 28       | 29       | 30       |          |          |          |          |

| Dezember | Dezember | Dezember | Dezember | Dezember | Dezember | Dezember | Dezember |
| Kw       | Mo       | Di       | Mi       | Do       | Fr       | Sa       | So       |
| -------- | -------- | -------- | -------- | -------- | -------- | -------- | -------- |
| 48       |          |          |          | 1        | 2        | 3        | 4        |
| 49       | 5        | 6        | 7        | 8        | 9        | 10       | 11       |
| 50       | 12       | 13       | 14       | 15       | 16       | 17       | 18       |
| 51       | 19       | 20       | 21       | 22       | 23       | 24       | 25       |
| 52       | 26       | 27       | 28       | 29       | 30       | 31       |          |

## Ereignisse

### Politik und Weltgeschehen

#### Goldene Bulle
- 10. Januar: Die ersten 23 Kapitel der Goldenen Bulle, das sogenannte Nürnberger Gesetzbuch, werden auf dem Reichstag in Nürnberg von Kaiser Karl IV. verkündet. Die Bulle gilt als das erste verfassungsähnliche Dokument Deutschlands und bleibt bis 1806 maßgebend. Bestimmt werden u. a. die Königswahl (in Frankfurt am Main), das Bündnisverbot für Städte sowie die Vergabe von Regalien.
- 17. November: Der Metzer Hoftag beginnt.
- 25. Dezember: In Metz verkündet Kaiser Karl IV. die letzten Kapitel der Goldenen Bulle, das Metzer Gesetzbuch.

#### Hundertjähriger Krieg

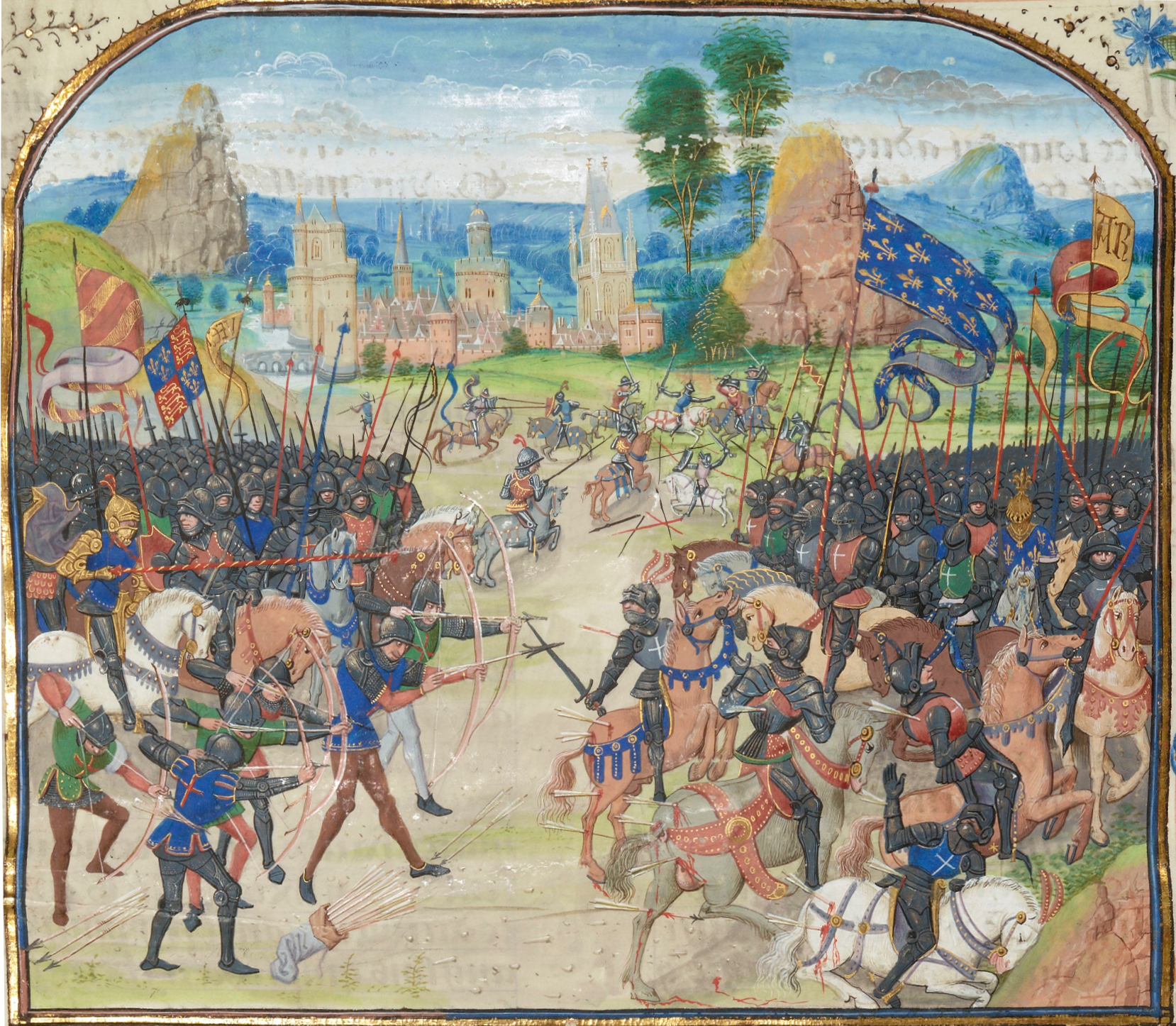
Darstellung der Schlacht von Maupertuis um 1400

Die Schlacht von Maupertuis am 19. September bringt einen bedeutenden Sieg für England im Hundertjährigen Krieg. Der Schwarze Prinz, Sohn des englischen Königs Edward III., nimmt den französischen König Johann II. gefangen. Sein Sohn, der Dauphin Karl, verlässt auf Anweisung seines Vaters das Schlachtfeld vor dem Ende und erntet dafür Hohn vom französischen Adel. Am 29. September zieht Karl in Paris ein und übernimmt die Regierungsgeschäfte in Frankreich. Für den 17. Oktober werden die Stände Nordfrankreichs zusammengerufen, von denen sich Karl die Bewilligung neuer Steuern zur Finanzierung des Krieges erhofft. Stattdessen wird er allerdings mit einer Adelsfronde um Bischof Robert le Coq konfrontiert, die sich offen für König Karl II. von Navarra als Regenten ausspricht. Karl stützte sich daraufhin stärker auf den bürgerlichen Stand um den Vorsteher der Pariser Handelsgilde Étienne Marcel, der zwar weitreichende Reformen des königlichen Staates verlangt, aber Karls Statthalterschaft unterstützt. Im Winter reist Karl nach Metz, wo er sich mit seinem Onkel, Kaiser Karl IV., trifft. Der Kaiser befindet sich seit 1348 in einer Offensivallianz mit England gegen Frankreich, die allerdings bis dahin noch nicht aktiv geworden ist. Um auch weiterhin ein Stillhalten des Kaisers zu garantieren, leistet Karl ihm am Weihnachtsfeiertag den Lehnseid für die Dauphiné sowie, als Stellvertreter seines unmündigen Bruders Philipp des Kühnen, für die Freigrafschaft Burgund.

#### Seerepubliken

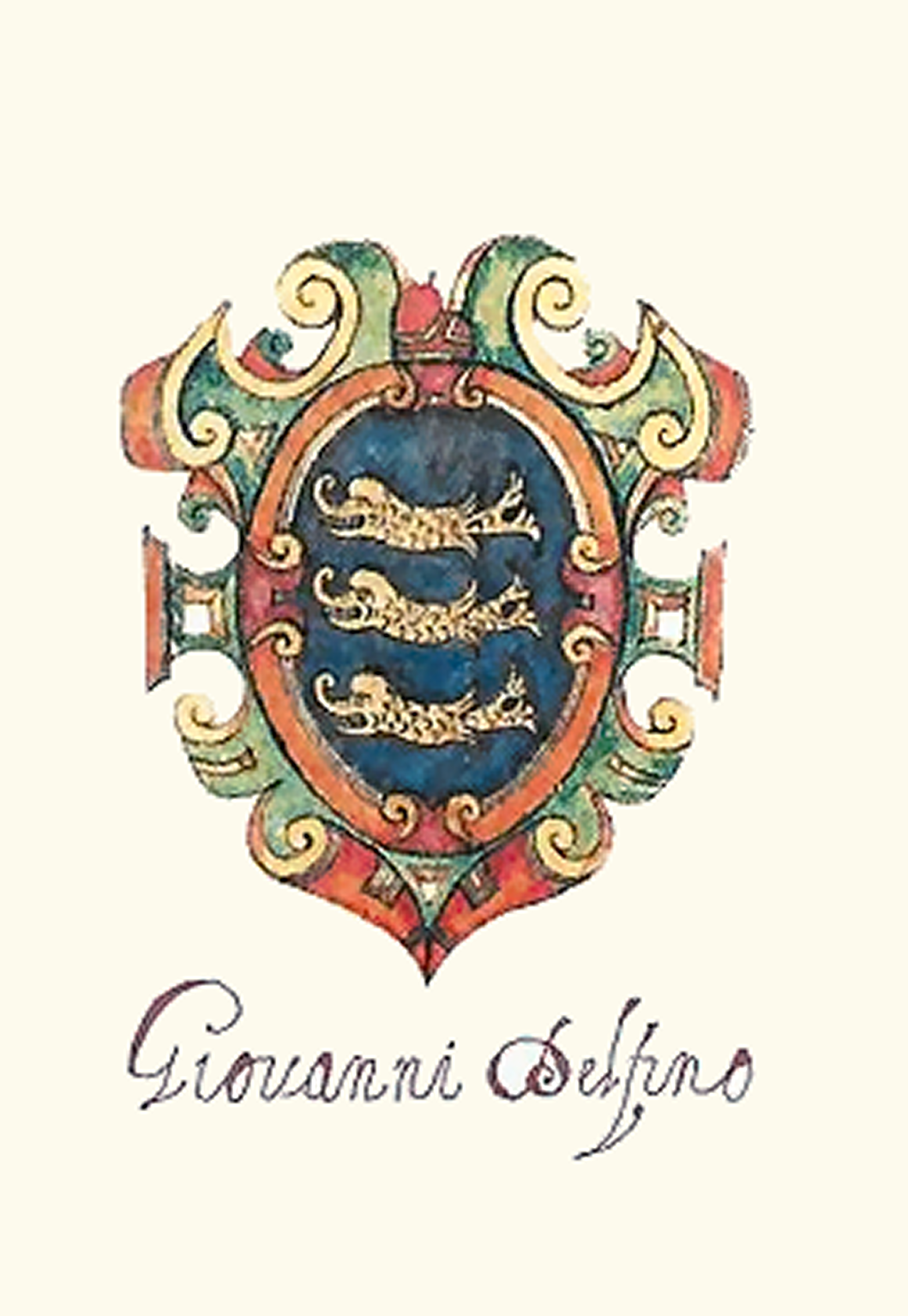
Wappen Giovanni Dolfins

- 13. August: Fünf Tage nach dem Tod von Giovanni Gradenigo wird Giovanni Dolfin in Abwesenheit zu seinem Nachfolger als Doge von Venedig gewählt, wenn auch Bedenken bestehen, ob der auf einem Auge Blinde für das Amt geeignet wäre. Zum Zeitpunkt seiner Wahl befindet sich Dolfin in der von ungarischen Truppen belagerten Stadt Treviso, aus der er sich mit einem tollkühnen Handstreich befreit, als er von seiner Wahl erfährt.
- Nach elf Jahren wird Simone Boccanegra neuerlich Doge der Republik Genua.

#### Weitere Ereignisse in Europa
- 20. Januar: Edward Balliol verzichtet auf Thronansprüche als König von Schottland und erhält dafür vom englischen König Edward III. eine Rente.
- Im Lübecker Rathaus wird der erste allgemeine Hansetag abgehalten, zu dem sich Repräsentanten der wichtigsten Hansestädte in Lübeck einfinden.
- Der Bürgerkrieg in Portugal, der über der Hinrichtung Inês de Castros im Jahr 1355 ausgebrochen ist, wird vorläufig beigelegt. König Alfons IV. ernennt seinen Sohn Peter I. zum Mitregenten. Die Spannungen innerhalb des Hauses Burgund bleiben jedoch erhalten.
- 5. Oktober: Der polnische König Kasimir der Große errichtet den Krakauer Oberhof für deutsches Recht.

#### Asien
- China: Dem Rebellenführer und späteren Kaiser Hongwu gelingt es, die Stadt Nanjing/Nanking zu erobern.

#### Urkundliche Ersterwähnungen
- Erste urkundliche Erwähnungen von Heimenhausen, Leonfelden, Rappenau, Rosenthal und Rösrath

### Wissenschaft und Technik
- In Frankreich wird die Universität Angers gegründet.

### Kultur und Gesellschaft
- Das im Auftrag von Cangrande II. della Scala erbaute Castelvecchio in Verona wird fertiggestellt.

### Religion
- 21. Januar: Johann Windlock, Bischof von Konstanz, fällt einem Attentat in seiner Residenz beim Konstanzer Münster zum Opfer. Am 5. Februar kommt es bei der Wahl zu seinem Nachfolger zu einer Doppelwahl. Auf Albert von Hohenberg wie auf Ulrich von Friedingen entfallen jeweils mehrere Stimmen. Eine Entscheidung des daraufhin angerufenen Papsts Innozenz VI. erfolgt bis Jahresende nicht.

### Katastrophen

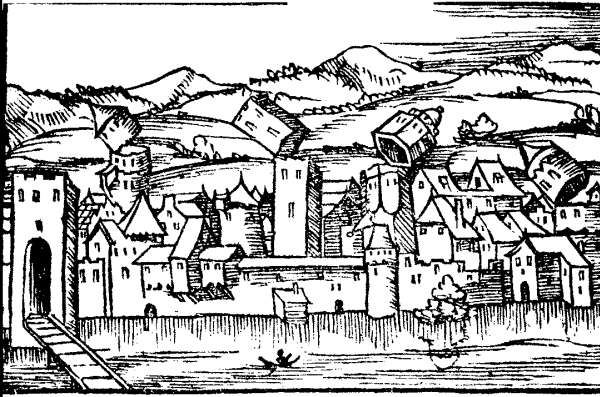
Das Basler Erdbeben, Illustration aus Münsters Cosmographia

- 18. Oktober: Die Stadt Basel wird von einem Erdbeben zerstört. Beim schwersten je in Mitteleuropa dokumentierten Erdbeben, dessen Epizentrum im Dorf Reinach liegt, kommen je nach Quelle zwischen 100 und 2.000 Menschen ums Leben.
- Geschichte der Pest: In Mitteleuropa, insbesondere in Franken, wütet die Pest.

## Geboren

### Geburtsdatum gesichert
- 6. Februar: Henry Ferrers, englischer Adeliger († 1388)
- 29. Juli: Martin I., König von Aragon († 1410)

### Genaues Geburtsdatum unbekannt
- Samsaenthai, König des Reiches Lan Xang (Laos) († 1416/1417)
- Thomas III., Markgraf von Saluzzo, Autor († 1416)

## Gestorben

### Erstes Halbjahr
- Anfang des Jahres: Preljub, serbischer Woiwode und Provinzgouverneur in Thessalien (* 1312)
- 21. Januar: Johann Windlock, Bischof von Konstanz
- 3. März: Johann Klingenberg, Ratsherr von Lübeck
- 5. März: John Darcy, 2. Baron Darcy de Knayth, englischer Adeliger und Militär (* 1317)
- 12. März: Rudolf I., Herzog und erster Kurfürst von Sachsen (* um 1284)
- 10. Mai: Konrad Groß, Nürnberger Ratsherr (* um 1280)
- 10. Mai: Rhys ap Gruffydd, walisischer Adeliger und Feldherr
- 8. Juni: Elizabeth de Badlesmere, englische Adelige (* um 1313)
- 21. Juni: Bolko II., Herzog von Oppeln (* um 1300)
- 23. Juni: Margarethe I., römisch-deutsche Königin und Kaiserin, Gräfin von Holland, Zeeland und Friesland, als Margarethe II. auch Gräfin von Hennegau (* um 1307/1310)

### Zweites Halbjahr
- 15. Juli: Heinrich III., Bischof von Lavant
- 8. August: Giovanni Gradenigo, Doge von Venedig
- 11. August: Andreas von Wislica, Bischof von Schwerin
- 19. September: Geoffroy de Charny, französischer Ritter und Autor (* um 1300)
- 19. September: Jean de Clermont, Herr von Chantilly und Marschall von Frankreich
- 19. September: Pierre I. de Bourbon, Herzog von Bourbon (* 1311)
- 19. September: Walter VI., Graf von Brienne, Conversano und Lecce, Titularherzog von Athen und Connétable von Frankreich (* um 1304)
- 19. Oktober: Joan de Geneville, englische Adelige (* 1286)
- Oktober: Richard Talbot, englischer Adeliger, Richter und Militär (* um 1306)
- 9. November: Friedrich, Graf von Freiburg und Landgraf im Breisgau (* 1316)
- 20. Dezember: Gaillard de la Mothe, französischer Kardinal
- 27. Dezember: Christine Ebner, deutsche Nonne und Mystikerin (* 1277)

### Genaues Todesdatum unbekannt
- Falscher Woldemar, Hochstapler
- Friedrich Auer, Bürgermeister von Regensburg
- Johann III., Herzog von Sachsen-Lauenburg (* um 1335)
- Jovan Oliver, serbischer Adeliger und Heerführer (* um 1310)
- Wilhelm von Landstein, Landeshauptmann von Mähren und Prager Burggraf